# Premios Periodísticos Seguridad Vial
El Premio Periodístico de Seguridad Vial fue convocado en su 1ª edición en 2004 por Línea Directa Aseguradora para premiar, con periodicidad anual, los mejores artículos de prensa sobre seguridad vial. En 2006 se introdujeron los premios relacionados con radio y televisión. Ya en 2008 fueron creados dos nuevos galardones: El Premio Honorífico de Seguridad Vial Línea Directa para reconocer la labor de instituciones o personalidades comprometidas con la seguridad vial, y el Premio Solidario Línea Directa para premiar a aquellas ONGs, entidades o fundaciones sociales que desarrollen acciones reconocidas de seguridad vial.

## I edición (2004)
Prensa escrita
- Tráfico, la muerte insoportable (La Vanguardia), Luis Izquierdo

## II edición (2005)
Prensa escrita
- El viaje diario de nuestros hijos (Revista Autopista), Equipo editorial

## III edición (2006)
Prensa escrita
- Burlar al alcoholímetro: una misión imposible (La Razón), Rocío Ruiz

Radio
- Por tu seguridad, tú decides (Punto Radio), Gonzalo Estefanía

Televisión
- Delincuencia sobre ruedas. Las víctimas piden cambios legales (Antena 3), Remedios Villa

## IV edición (2007)
Prensa escrita
- El alma también se rompe (Motor 16), Noelia López

Radio
- Alcohol y conducción, ¿todavía tienes sed? (Cadena SER), Manuel Martín

Televisión
- Porpuntos.com (La 7 Región de Murcia), José Luis Viñas

## V edición (2008)
Prensa escrita
- Fomento pierde todos los puntos en el asfalto (La Razón), Alfredo Semprún

Radio
- Tráfico y motos (Punto Radio Bilbao), Almudena Cacho

Televisión
- Volver (Callejeros, Cuatro]), Nacho Medina y Marce Rodríguez

Honorífico
- Ponle Freno de Antena 3

Solidario
- AESLEME y Stop Accidentes

## VI edición (2009)
Prensa escrita
- Beodos en peligro (Coche Actual), Marco Antonio Martín, Sonia Recio, Arturo Sánchez, Esther San Juan y Carlos Díaz

Radio
- Tráfico: la revolución silenciosa (RNE), Elena Pernas

Televisión
- Copas, radares y móviles (TV3), Jaume Vilalta, Dani Vallvé y Miquel Piris

Honorífico
- Agrupación de Tráfico de la Guardia Civil

Solidario
- Asociación Estatal de Víctimas de Accidentes (DIA)

## VII edición (2010)
Prensa escrita
- Cuando las señales nos traicionan (El País), Elsa Granda

Radio
- Cómo afecta el estrés al conductor (RNE), Equipo de "En días como hoy"

Televisión
- Ponle freno (Antena 3), Javier Gallego

Honorífico
- Federación Española de Bebidas Espirituosas (FEBE)

Solidario
- Instituto de Tráfico y Seguridad Vial (INTRAS)

## VIII edición (2011)
Prensa escrita
- Cómo evitar que te mate un sistema de seguridad (Auto fácil), Equipo editorial

Radio
- Lo que ha perdido un conductor por superar la tasa de alcohol (A SER por Hora, Cadena SER), José Bejarano

Televisión
- Estrés al volante, peligro constante (Madrid Directo, Telemadrid), Fernando Herrán

Honorífico
- Instituto Universitario de Investigación del Automóvil (INSIA)

Solidario
- Asociación de Prevención de Accidentes de Tráfico y Sección de Afectados (P(A)T –AP(A)T)

## IX edición (2012)
Prensa escrita
- Cantera de luchadores (Interviú), Nieves Salinas.

Radio
- Consejos para conducir en las rotondas (Aragón Radio), Equipo de Programa de Aragón Radio.

Televisión
- Visión 0 en Suecia (Informativos, Telecinco), Noelia Camacho.

Honorífico
- Unidad de helicópteros de la Dirección General de Tráfico (DGT)

Solidario
- UCI de Trauma del Hospital 12 de Octubre.

## X edición (2013)
Prensa escrita
- Pise el freno (El País), Patricia Rodríguez Blanco.

Radio
- Frenada (Onda Madrid), Hoy en Madrid en marcha, Rafael Cerro.

Televisión
- Conducción y daño cerebral (Informativos TVE), Ángela Alcover.

Honorífico
- Asociación Española de la Carretera (AEC).

Solidario
- Fundación Española para la Seguridad Vial (FESVIAL).

## XI edición (2014)
Prensa escrita
- ¿Son seguros los coches de 10 años o más? Pise el freno (Autofácil), Equipo de Redacción

Radio
- Un año de movilidad (Cope Valencia), Luz de Cruce, Vicente Herranz.

Televisión
- Segunda Oportunidad (Informe Semanal TVE), Cristina Moreno, Pedro Soler.

Honorífico
- Paco Costas

Solidario
- Hospital Nacional de Parapléjicos de Toledo.

## XII edición (2015)
Prensa escrita
- El desafío de la reincidencia. (Revista de Tráfico y Seguridad Vial de la DGT), Equipo de Redacción

Radio
- Propera Sortida: la presó (RNE Barcelona), Servicios Informativos, Climent Sabater.

Televisión
- Conducir en tercera...edad (Asturias Semanal Televisión del Principado de Asturias (TPA)), Equipo de Redacción.

Honorífico
- Francisco Paz Fuentes

Solidario
- SAMUR-Protección Civil (Servicio de Asistencia Municipal de Urgencia y Rescate de Madrid).

## XIII edición (2016)
Prensa escrita
- Amarga victoria, ¿se puede acabar con las muertes en la carretera?. (El País Semanal), Jesús Rodríguez.

Radio
- Año cero (Onda Cero Segovia), Álvaro Gómez.

Televisión
- Seguridad vital (TVE), Equipo de Redacción.

Honorífico
- José Manuel Pan, La Voz de Galicia.

Solidario
- Instituto de Diseño y Fabricación (IDF) de la Universitat Politècnica de València Archivado el 1 de noviembre de 2016 en Wayback Machine..

Más información
- Histórico de ganadores del Premio Periodístico de Seguridad Vial Archivado el 20 de julio de 2015 en Wayback Machine.

## XX edición (2023)
Prensa Escrita y Medios Online: Leticia Núñez, Isabel Martín y Patricia Corral del Diario de Burgos por el trabajo “9.000 días de olvido”.
Radio: Ana Corbatón, de Cadena SER, por su reportaje “Así suena un control de alcohol y drogas”.
Televisión: Esperanza Calvo, de Telecinco, por la pieza informativa “El corazón de la M-30”.
Premio Solidario: Institut Guttmann de Neurorrehabilitación, hospital de referencia en el tratamiento médico-quirúrgico y en la rehabilitación integral de las personas con lesión medular, daño cerebral adquirido u otra discapacidad de origen neurológico, causadas en muchos casos por accidentes de tráfico. 
Premio Honorífico de Periodismo por la Seguridad Vial:   Revista Tráfico y Seguridad Vial de la DGT por su gran labor de divulgación y concienciación lde la publicación sobre las normas de tráfico, y los accidentes durante casi 40 años.
- https://www.fundacionlineadirecta.org/divulgacion
- https://premioperiodistico.fundacionlineadirecta.org/seguridad-vial/ediciones-anteriores.html

- Datos: Q5489151